# Transparency
Transparency ist ein Jazzalbum von Herb Robertson. Die im April 1985 im Studio Classic Sound, New York City, entstandenen Aufnahmen erschienen 1985 auf dem deutschen Label JMT. Als Compact Disc wurde das Album 2001 bei Winter & Winter wiederveröffentlicht.

## Hintergrund
Nach der Beteiligung an Alben von Tim Berne (Mutant Variations) und Mark Helias (Split Image) in den frühen 1980er-Jahren nahm der Trompeter Herb Robertson 1985 ein erstes Album unter eigenem Namen für das von 
Stefan F. Winter gegründete Label Jazz Music Today (JMT) auf. Beteiligt an Transparency waren Tim Berne (Altsaxophon), Bill Frisell (E-Gitarre), Lindsey Horner (Bass) und Joey Baron (Schlagzeug).

## Titelliste
- Herb Robertson: Transparency (JMT 850002)[1]

1. Prolog 0:40
2. Floatasia (Dedicated to Lisa and Roy) 8:18
3. Flocculus 9:09
4. Transparency (For György) 2:37
5. They Don’t Know About Me Yet 4:56
6. Enigmatic Suite Part 1 - Synergy; Part 2 - Overcast 6:07
7. Enigmatic Suite Part 3 - A Little Ditty 11:18
8. Epilog 1:06

Die Kompositionen stammen von Herb Robertson.

## Rezeption
Obwohl diese Veröffentlichung im Vergleich zu den Extravaganzen des Blechbläsers im Free-Jazz-Stil der späten 1990er- und frühen 2000er-Jahre als relativ harmlos gelten könnte, sorge sein hitziger Austausch mit dem Saxophonisten Tim Berne für mehr als genug Feuerwerk, schrieb Glenn Astarita, der dem Album in Allmusic vier Sterne verlieh. Gitarrist Bill Frisell würde seine kantige Phraseologie und seine schlüpfrigen Linien in das große Ganze einbringen, während die Band mit Modern- und Free-Jazz-[Idiomen] flirte, sich aber auch auf ein paar pfeffrige Swing-Vamps einlasse. Einfach ausgedrückt sei dies der bedeutender Auftritt eines Trompeters, der viele beeinflusst, sich aber im Laufe der Jahre der breiten Anerkennung entzogen habe.
Transparency sei ein harsches, freches Album mit einer beeindruckenden Bandbreite an Tonalitäten und Klangfarben, schrieben Richard Cook und Brian Morton, die in ihrem The Penguin Guide to Jazz das Album mit der zweithöchsten Note bewerteten. Berne und Frisell seien hier wichtige Mitwirkende, und auf zwei der langen Tracks, „Floatasia“ und „Flocculus“, würden sie mit Herb Robertson so selbstbewusst zusammenarbeiten, dass man vermuten könnte, dass es sich um eine feste Band und bei letzterem um einen erfahreneren Anführer handelte.